# Fondation Omar-Benjelloun
Pour les articles homonymes, voir Omar Benjelloun et Benjelloun.
La fondation Omar-Benjelloun est une fondation marocaine basée à Marrakech. Omar Benjelloun était un grand collectionneur et mécène qui entreprit la restauration de l'ancien palais Mnebbi, demeure édifiée à la fin du XIXe siècle et sa réhabilitation en musée, l'actuel musée de Marrakech,.
La fondation Omar-Benjelloun œuvre depuis 1996 dans le domaine du mécénat culturel, en particulier dans la restauration et la préservation du patrimoine architectural et artistique, dans la création de musées, la création d’espaces culturels et l’édition et la coédition d’ouvrages et de catalogues sur l’art et la culture, en les animant d’activités pour la revivification de la culture marocaine.

## Autres actions de la fondation Omar-Benjelloun
- Restauration de la Medersa Ben Youssef
- Restauration de la qoubba Almoravides
- Restauration des Tourelles et création du musée Tourelles des Arts à Casablanca